# Lagartera 2.ª Sección
Lagartera 2.ª Sección es una localidad del municipio de Centro ubicado en la subregión centro del estado mexicano de Tabasco.

## Geografía
La localidad de Lagartera 2.ª Sección se sitúa en las coordenadas geográficas 17°54′07″N 92°45′31″O / 17.901944, -92.758611, a una elevación de 2 metros sobre el nivel del mar.

## Demografía
Según el Conteo de Población y Vivienda 2020, efectuado por el Instituto Nacional de Estadística y Geografía, la localidad de Lagartera 2.ª Sección tiene 1,198	 habitantes, de los cuales 572 son del sexo masculino y 626 del sexo femenino. Su tasa de fecundidad es de 2.11 hijos por mujer y tiene 334 viviendas particulares habitadas.
| Gráfica de evolución demográfica de Lagartera 2.ª Sección entre 1990 y 2020 |
|                                                                             |
| INEGI.                                                                      |